# Юнсон, Маттиас
Матти́ас Ю́нсон (швед. Mattias Jonson; 16 января 1974, Кумла) — шведский футболист, полузащитник. Выступал в национальной сборной Швеции.

## Клубная карьера
Юнсон начинал заниматься футболом в командах «ИФК Кумла» и «Карлслундс ИФ». В 1992 году подписал профессиональный контракт с клубом высшего дивизиона «Эребру». Дебютировал 18 апреля 1993 года в матче чемпионата Швеции против «Хельсингборга», первый гол забил 16 августа 1993 года в ворота АИКа. В 1996 году перешёл в «Хельсингборг», с которым стал чемпионом Швеции — 1999. В сезоне-1997 стал лучшим бомбардиром команды с одиннадцатью голами в девятнадцати матчах.
Осенью 1999 года уехал за границу — в датский «Брондбю». Дебютировал в чемпионате Дании 12 марта 2000 года в матче против «Эсбьерга», в следующей игре забил гол. Тренер клуба Оге Харейде использовал Юнсона не только на позиции крайнего полузащитника, но и как нападающего. 1 ноября 2001 года сделал хет-трик в матче Кубка УЕФА против хорватского «Вартекса». В «Брондбю» Маттиас стал чемпионом Дании (2002) и обладателем Кубка (2003), в сезоне 2002/03 стал лучшим бомбардиром клуба с 11 голами. Был самым высокооплачиваемым футболистом Суперлиги с зарплатой 6,25 миллионов шведских крон в год.
После чемпионата Европы-2004 Юнсона за 850 тысяч фунтов купил новичок английской премьер-лиги — «Норвич Сити». Первый официальный матч в составе этой команды провёл 14 августа 2004 года в первом туре Премьер-лиги. Клуб выбыл из Премьер-лиги, Маттиас не смог закрепиться в Англии и через сезон вернулся на родину — в «Юргорден». В этом клубе он выиграл «дубль» — чемпионат и Кубок Швеции в 2005 году. В 2008—2009 годах Юнсона преследовали травмы. В сезоне-2009 «Юргорден» был вынужден играть в переходных матчах, гол Юнсона в дополнительное время помог клубу сохранить место в Аллсвенскан. Несмотря на травмы, в ноябре 2009 года продлил контракт с «Юргорденом» до конца 2010 года.

## Карьера в сборной
Маттиас Юнсон сыграл первый матч за сборную Швеции 22 февраля 1996 года против Японии. Он был участником чемпионата мира 2002 (дважды вышел на замену), чемпионата Европы 2004 (провёл 3 матча, забил гол в ворота Дании) и чемпионата мира 2006 (в первых двух матчах выходил на замену, затем в стартовом составе). После ЧМ-2006 Юнсон заявил о прекращении карьеры в сборной.

## Достижения
- Чемпион Швеции: 1999, 2005
- Обладатель Кубка Швеции: 2005
- Чемпион Дании: 2001/02
- Обладатель Кубка Дании: 2003

## Личная жизнь
Женат, жену зовут Малин, у них есть сын Мелькер. Страдает приступами бронхиальной астмы.